# Busycon perversum
Busycon perversum са вид дребни коремоноги от семейство Buccinidae.

## Разпространение
Разпространени са в Мексикански залив и съседните части на Атлантическия океан и Карибско море. Използват се за храна от хората.

## Описание
Те са хищни морски охлюви и се хранят главно с миди.